# Stora Sköndals kyrka
Stora Sköndals kyrka ligger i Sköndal i södra Stockholm och tillhör Farsta församling i Stockholms stift. Kyrkan ligger på en klippa nordost om Stora Sköndals herrgård och i närheten av sjön Drevviken. 

## Kyrkobyggnaden
Kyrkan är en enskeppig kyrkobyggnad med koret i öster och huvudentrén i söder intill västgaveln. Stora Sköndals kyrka är ritad av arkitekt Hakon Ahlberg och uppfördes under åren 1927–29 med Svenska Diakonanstalten som byggherre. 
I kyrkans område ingår även ett litet kapell, en mindre kyrkogård och en minneslund. I parken nedanför, som är beväxt med åldriga ekar och andra ädla lövträd, går en strandpromenad utmed sjöns mer låglänta vassar och strandängar.
Kyrkan fått en så kallad blåmärkning av Stockholms stadsmuseum, vilket innebär kulturhistoriska värden som motsvarar fordringarna för byggnadsminnen i kulturmiljölagen.

## Exteriören
Med sina vitputsade fasader och branta tjärade spåntak visar Stora Sköndals kyrka drag av en traditionell landsortskyrka, ett intryck som förstärks av yttertaket som liknar ett säteritak. Även klockstapeln har fått en traditionell utformning med väggpartier som ovanför sockeln är klädda med faluröd, stående locklistpanel. Klockstapelns huv är täckt med tjärade träspån och krönt med en kyrktupp. 

## Interiören
Innertakets form och beklädnad bär också ålderdomliga drag liksom de enkla träbänkarna. Innertaket har en klöverform och är klädd med liggande faluröd träpanel, bänkraderna är enkelt gestaltade i en grå kulör. Väggarna är putsade och vitmålade. Golvet är belagt med stortegel som har lackats. Fönsternischerna är djupa och rundbågade, försedda med småspröjsade gråmålade fönster med klarglas.  
I väster finns orgelläktaren. Orgeln, byggd av Grönlunds Orgelbyggeri 1961 med fasad ritad av arkitekt Jörgen Fååk, har 27 stämmor. Belysningen i långhuset består av de fyra ursprungliga ljuskronorna i målat trä med nakna glödlampor. I valvet mellan långhuset och koret hänger ett stort krucifix, en kristusgestalt som är skuren 1939 i Oberammergau i södra Tyskland. Den ursprungliga dopfunten som är av granit med en dopskål av driven mässing, är formgiven av Hakon Ahlberg. Kyrkans interiör förändrades något vid ombyggnad 1961 och 2006.

## Orgel
- 1944 bygger Åkerman & Lund, Sundbybergs stad en orgel med 12 stämmor, två manualer och pedal.
- Den nuvarande orgeln är byggd 1961 av Grönlunds Orgelbyggeri AB, Gammelstad och är mekanisk. Fasaden är från 1961 ritad av Jörgen Fåk.

| Ryggpositiv I  | Huvudverk II    | Bröstverk III       | Pedal        | Koppel |
| Gedackt 8'     | Principal 8'    | Gedacht 8'          | Subbas 16'   | I/P    |
| Principal 4'   | Rörflöjt 8'     | Rörkvintadena 4'    | Gedacht 8'   | II/P   |
| Blockflöjt 4'  | Oktava 4'       | Principal 2'        | Principal 4' | III/P  |
| Oktava 2'      | Rörkvint 2 2/3' | Sifflöjt 1'         | Nachthorn 2' | I/II   |
| Kvinta 1 1/3'  | Gemshorn 2'     | Sesquialtera 2 chor | Fagott 16'   | III/II |
| Scharff 3 chor | Mixtur 4 chor   | Cymbel 2 chor       | Regal 4'     |        |
| Krumhorn 8'    | Trumpet 8'      | Rankett 16'         |              |        |
| Tremulant      |                 | Tremulant           |              |        |

## Bilder

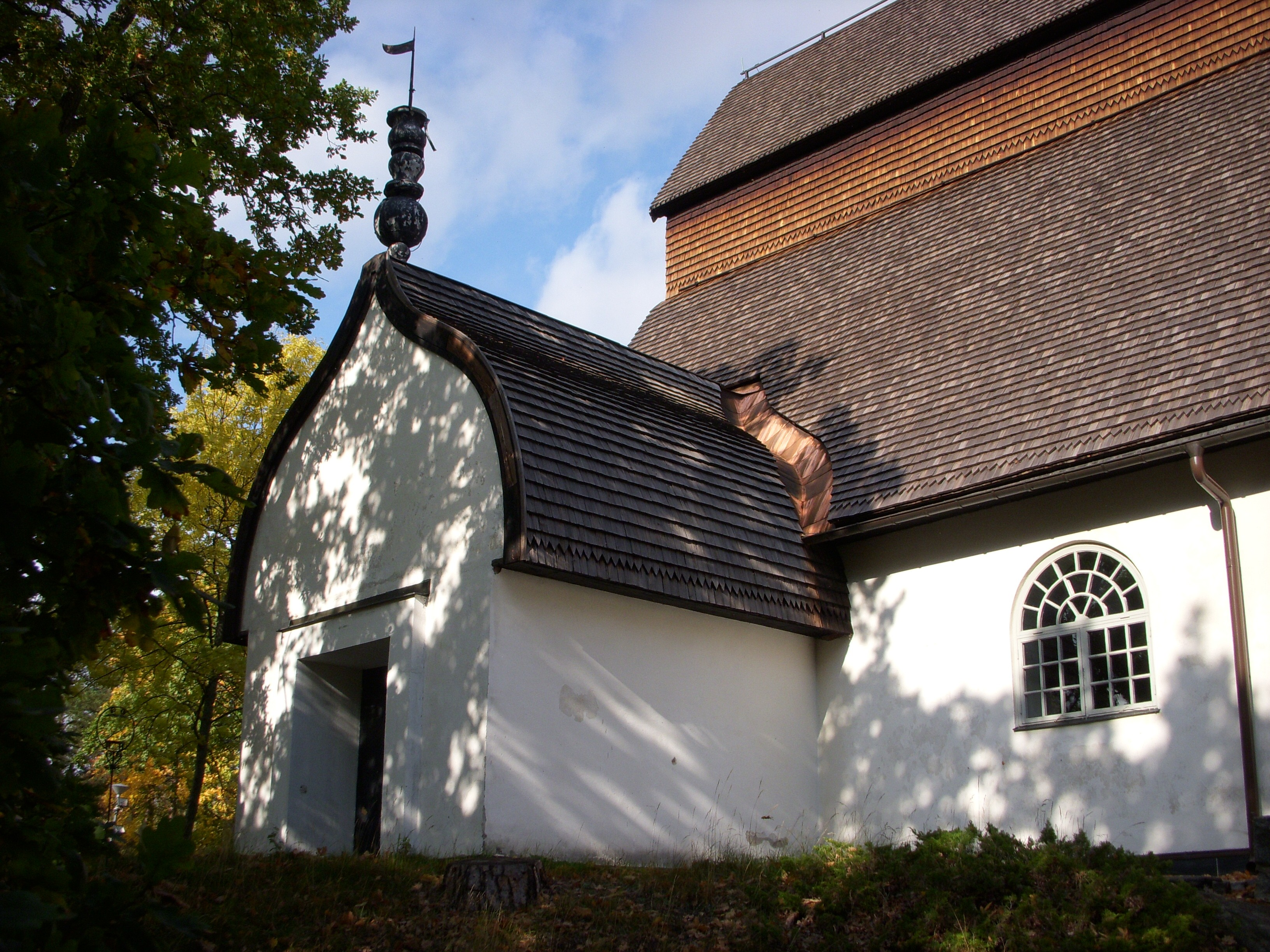
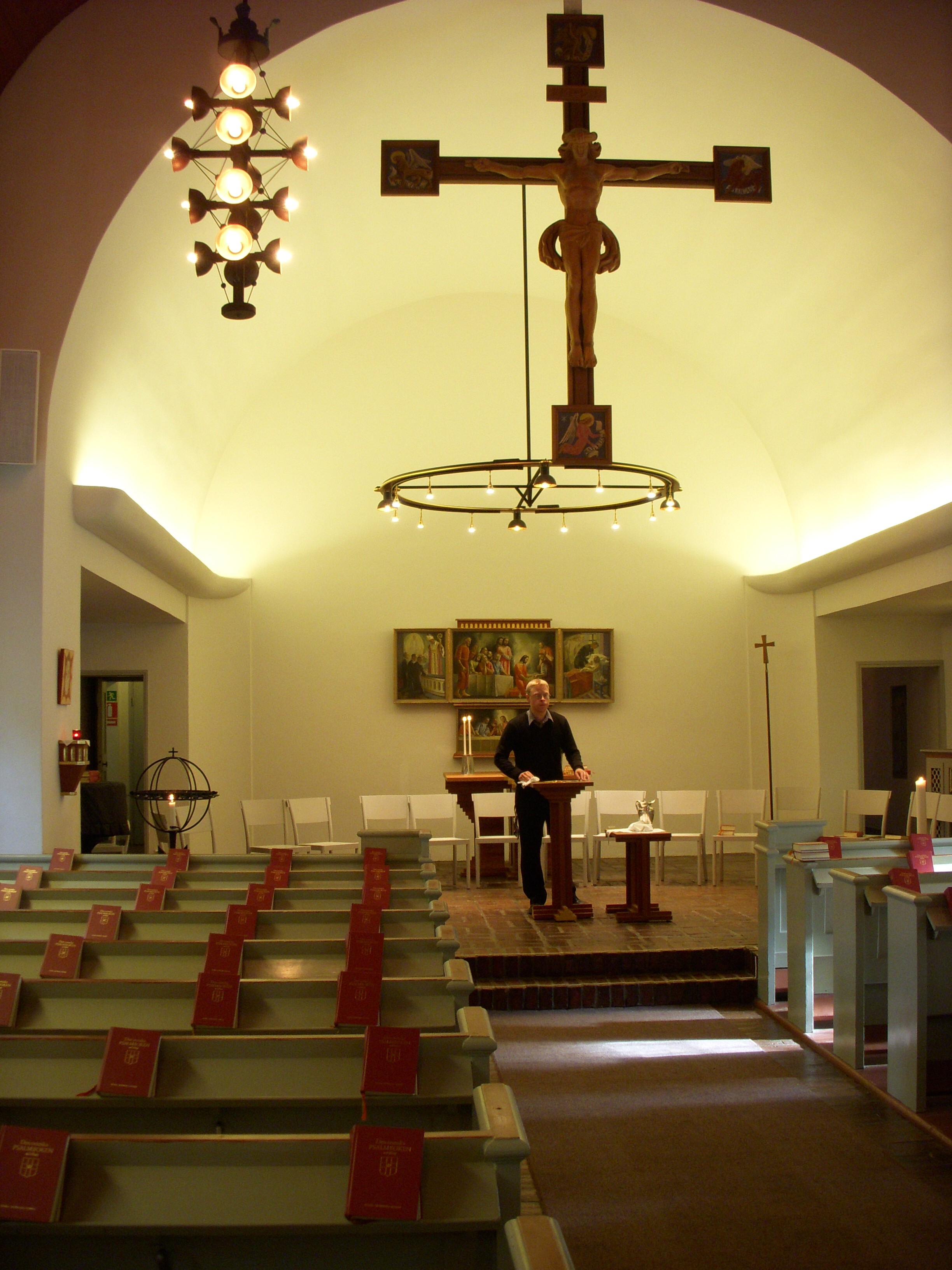
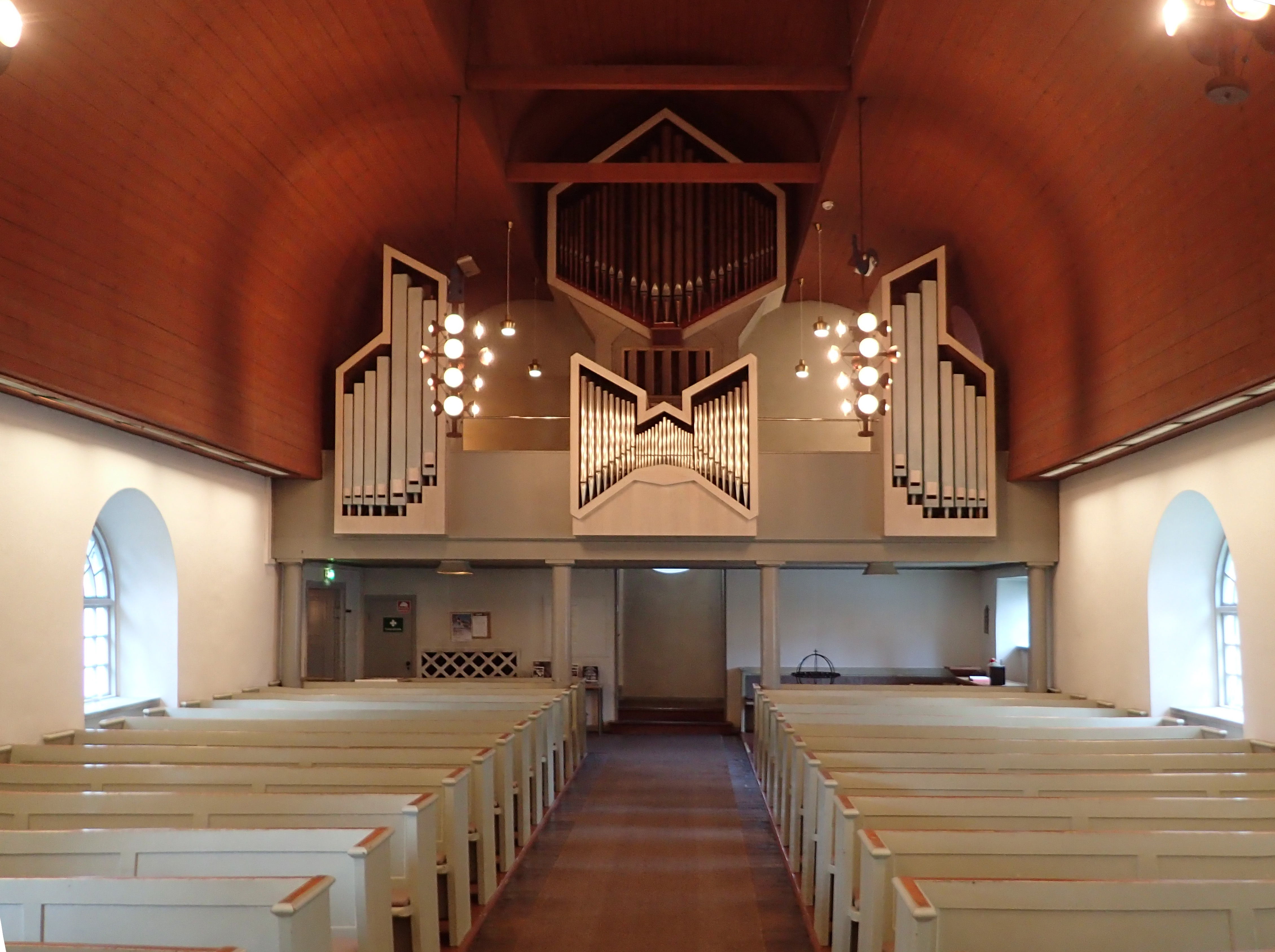
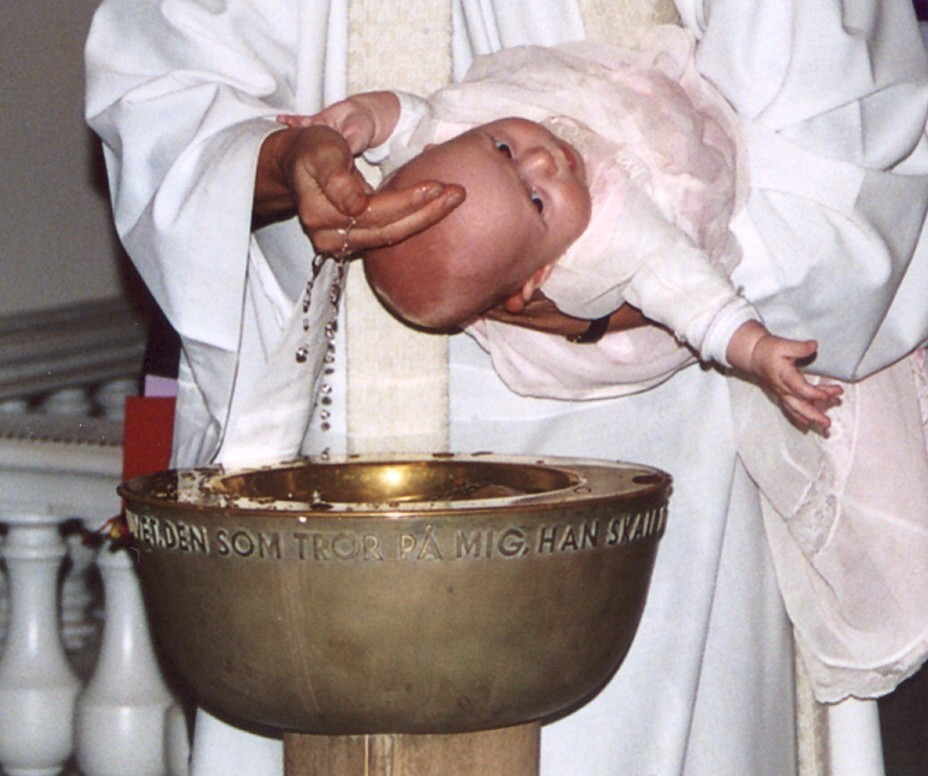
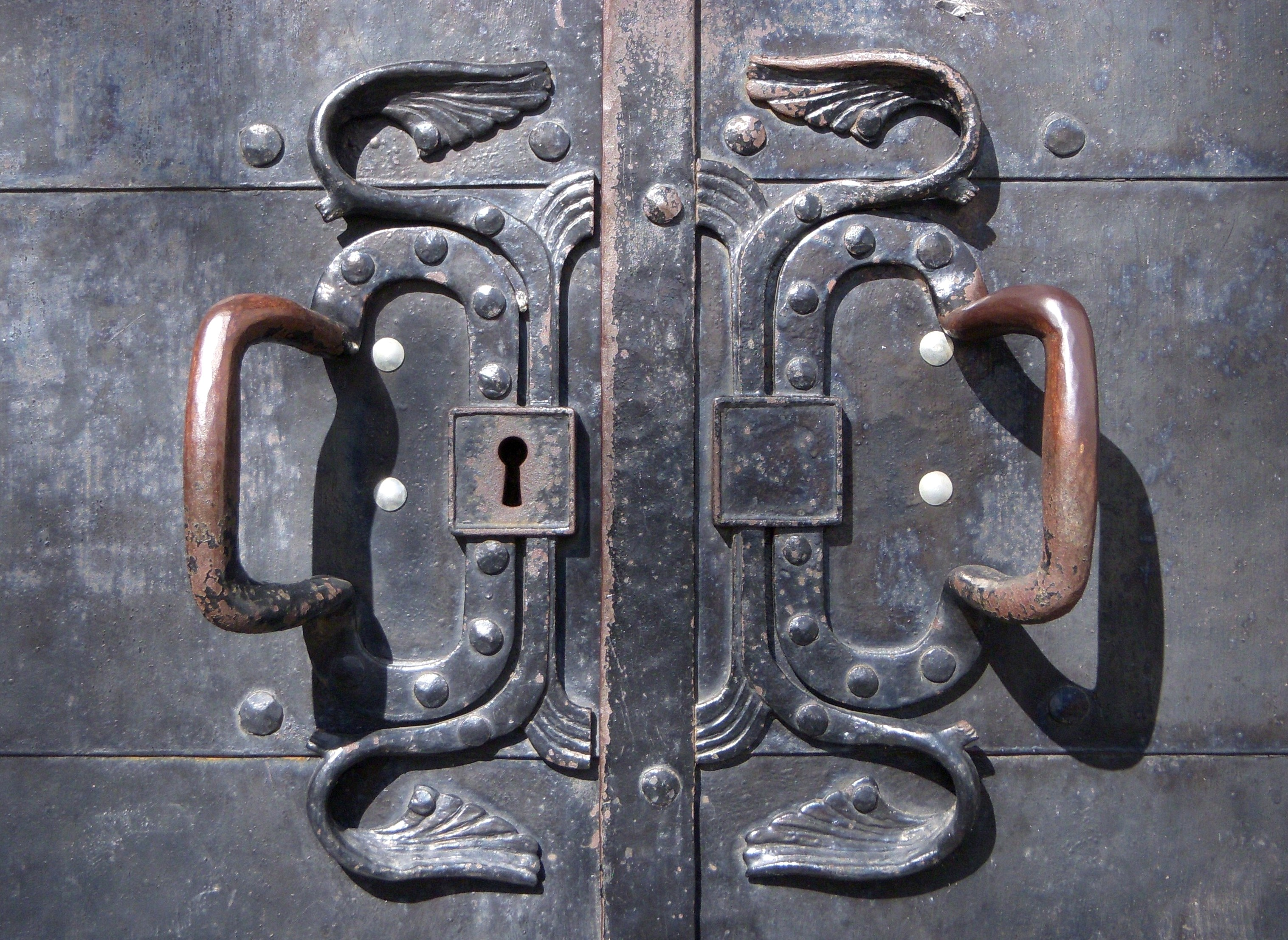